# Abdón Calderón

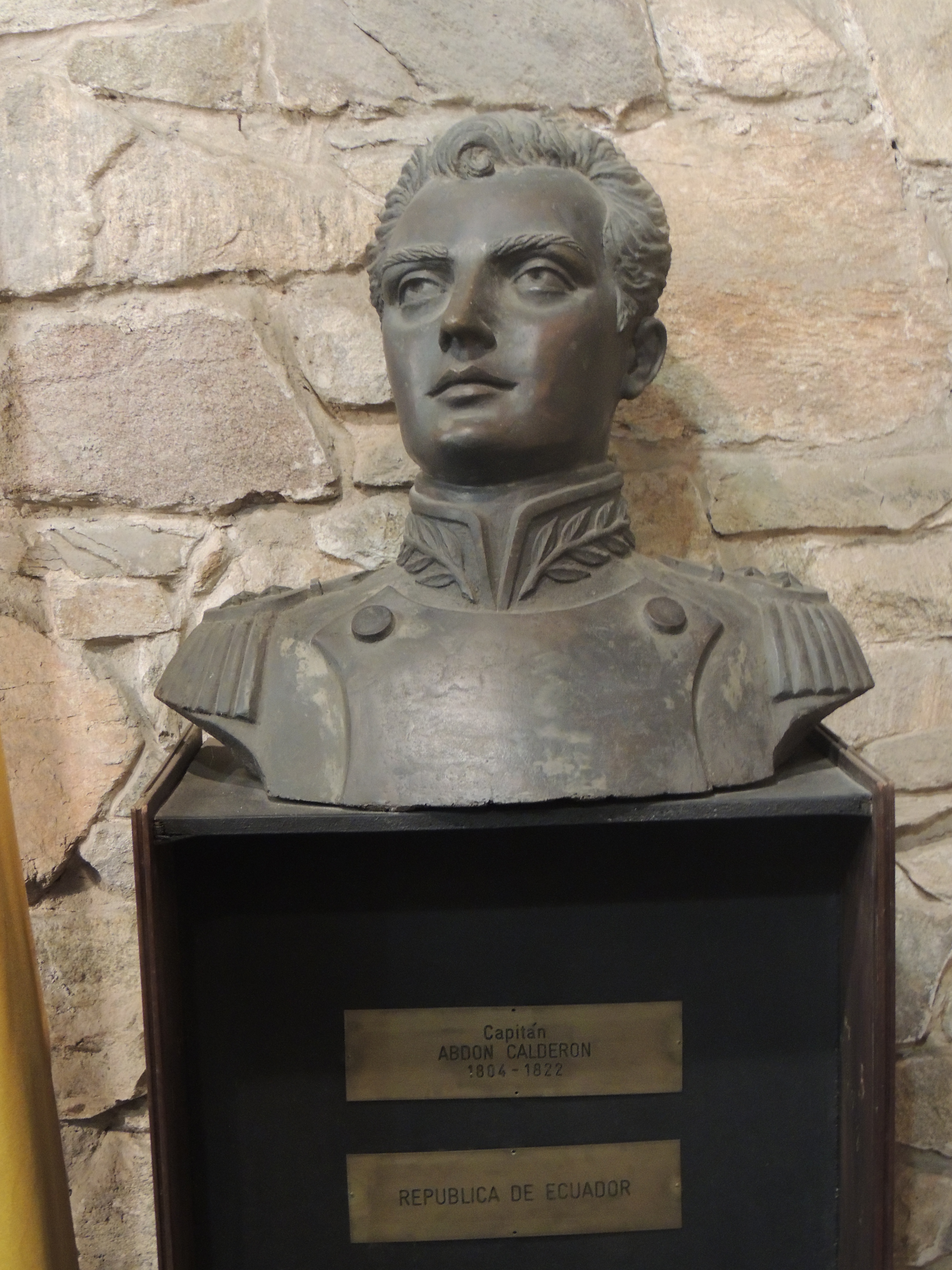
Büste von Abdón Calderón

Abdón Calderón Garaycoa (* 30. Juli 1804 in Cuenca; † 7. Juni 1822 in Quito) war ein Held im Unabhängigkeitskampf Ecuadors gegen Spanien.

## Leben
In der Schlacht am Pichincha, einem Vulkan in unmittelbarer Nähe Quitos, am 24. Mai 1822 war er – 17-jährig – Fahnenträger und damit Moralträger der ecuadorianischen Truppen. Die Spanier schossen ihm einen Arm ab, worauf er die Fahne in die andere Hand nahm. Als man ihm diese auch abschoss, hielt er die Fahne mit dem rechten Bein, dann mit dem linken Fuß und schließlich mit dem Mund. Der Kampf war vorbei, aber die Fahne war nicht gefallen. Abdón Calderón erlag wenige Tage später seinen Verletzungen, aber noch heute gilt der Spruch Abdón Calderón starb in der Schlacht um Pichincha, aber er lebt weiter in unseren Herzen.
In Cuenca erinnert heute ein Monument im Parque Abdón Calderón an die Schlacht und Abdón Calderón. Der Park befindet sich auf dem zentralen Platz der Stadt. Auch ein Stadtteil in der Hauptstadt Quito wurde nach ihm benannt.
Eine der höchsten Auszeichnungen in Ecuador ist der Abdón-Calderón-Orden (Orden Ecuatoriana de la Gran Cruz de Abdón Calderón), der beispielsweise Reinhard Gehlen, Douglas MacArthur oder Dwight D. Eisenhower verliehen wurde.